# Nasty Reputation
Nasty Reputation es el segundo álbum de estudio de la agrupación alemana de heavy metal Axel Rudi Pell, publicado en 1991 por Steamhammer Records. Rob Rock se encargó de las voces en el disco, reemplazando al músico estadounidense Charlie Huhn. El álbum incluye una versión de la canción "When A Blind Man Cries" de Deep Purple.

## Lista de canciones
1. "I Will Survive"
2. "Nasty Reputation"
3. "Fighting The Law"
4. "Wanted Man"
5. "When A Blind Man Cries"
6. "Land Of The Giants"
7. "Firewall"
8. "Unchain The Thunder"
9. "Open Doors (Instrumental)"

## Créditos
- Axel Rudi Pell – guitarra
- Rob Rock – voz
- George Hahn – teclados
- Volker Krawczak – bajo
- Jörg Michael – batería